# Ermes Muccinelli
Ermes Muccinelli (Villa San Martino di Lugo, 28 luglio 1927 – Torre del Mare, 4 novembre 1994) è stato un allenatore di calcio e calciatore italiano, di ruolo attaccante.
Era soprannominato Freccia d'oro.

## Biografia
Nato in una piccola frazione di Lugo, il padre morì quando Ermes era ancora un bambino. La madre Maria Patuelli, rimasta sola, dovette affrontare notevoli difficoltà economiche per crescere Ermes e il fratello minore Bruno. 
Per far fronte alle crescenti difficoltà, la madre li iscrisse alla Colonia Orfani di Guerra e del Lavoro di S. Maria in Fabriago (un'altra frazione di Lugo). Sotto la guida di Don Antonio Galassini i due fratelli frequentarono le scuole dell'obbligo. Talento precoce, Muccinelli si distinse eccellendo sia negli studi che nel gioco del calcio.
Nei primi anni 1940 un gruppo di ragazzini di Lugo si recò per una partitella di calcio presso quell'Istituto, perdendo 8-0 con 6 gol di Ermes che, nonostante l'esile struttura, si mostrò velocissimo. Mostrò anche doti non comuni di visione del gioco; partecipò all'incontro anche Sergio Geminiani (futuro centrocampista del Cesena e del Messina originario di Bagnacavallo), che lo segnalò subito al presidente del Baracca Lugo, la prima società cittadina.
Da lì Muccinelli iniziò il suo cammino nel mondo del calcio che lo portò a giocare in Serie A e nella Nazionale.
Dopo il ritiro si stabilì nella Riviera ligure, a Torre del Mare, frazione di Bergeggi. Scomparve nel 1994, all'età di sessantasette anni, a seguito di un problema di natura cardiovascolare. A lui è stato dedicato lo stadio della città natale, Lugo.

## Carriera

### Club

Muccinelli (a sinistra) e Boniperti negli anni alla Juventus

Muccinelli (accosciato, al centro) alla Lazio nella stagione 1956-1957

Dal Baracca Lugo, nell'immediato secondo dopoguerra, Ermes transitò brevemente nelle file della Biellese, per approdare nel 1946 alla Juventus, dove esordì in Serie A il 24 novembre di quell'anno, nella gara interna contro la Triestina vinta dai bianconeri per 4-0. A Torino, nei primi anni 1950 Muccinelli andò a formare un affiatato trio d'attacco assieme a Giampiero Boniperti e al danese John Hansen, che valse alla Juventus gli scudetti delle stagioni 1949-1950 e 1951-1952; nell'ultima, in particolare, il giocatore firmò il record personale di marcature con 17 gol.
Con la Juventus disputò 226 gare fino al 1955, anno in cui si trasferì per un triennio alla Lazio prima di un fugace ritorno in bianconero nella stagione 1958-1959; in questo periodo mise in bacheca le prime due edizioni della restaurata Coppa Italia, quelle del 1958 e del 1958-1959, vinte rispettivamente in maglia biancoceleste e bianconera. Nell'annata 1960-1961 venne infine ingaggiato dal Como, in Serie B, dove fece 3 apparizioni prima di concludere la carriera agonistica.

### Nazionale

Muccinelli (accosciato, secondo da sinistra) in azzurro nel 1956

Nel 1950 esordì in nazionale nell'amichevole vinta per 3-1 il 5 marzo a Bologna contro il Belgio, segnando una doppietta: la rete del pareggio e quella del vantaggio azzurro. Fu poi tra i convocati per il campionato del mondo 1950 in Brasile e per il campionato del mondo 1954 in Svizzera.

## Statistiche

### Cronologia presenze e reti in nazionale
| Cronologia completa delle presenze e delle reti in nazionale ― Italia | Cronologia completa delle presenze e delle reti in nazionale ― Italia | Cronologia completa delle presenze e delle reti in nazionale ― Italia | Cronologia completa delle presenze e delle reti in nazionale ― Italia | Cronologia completa delle presenze e delle reti in nazionale ― Italia | Cronologia completa delle presenze e delle reti in nazionale ― Italia | Cronologia completa delle presenze e delle reti in nazionale ― Italia | Cronologia completa delle presenze e delle reti in nazionale ― Italia |
| Data                                                                  | Città                                                                 | In casa                                                               | Risultato                                                             | Ospiti                                                                | Competizione                                                          | Reti                                                                  | Note                                                                  |
| --------------------------------------------------------------------- | --------------------------------------------------------------------- | --------------------------------------------------------------------- | --------------------------------------------------------------------- | --------------------------------------------------------------------- | --------------------------------------------------------------------- | --------------------------------------------------------------------- | --------------------------------------------------------------------- |
| 5-3-1950                                                              | Bologna                                                               | Italia                                                                | 3 – 1                                                                 | Belgio                                                                | Amichevole                                                            | 2                                                                     | 25’                                                                   |
| 2-4-1950                                                              | Vienna                                                                | Austria                                                               | 1 – 0                                                                 | Italia                                                                | Coppa Internazionale                                                  | -                                                                     |                                                                       |
| 25-6-1950                                                             | San Paolo                                                             | Svezia                                                                | 3 – 2                                                                 | Italia                                                                | Mondiali 1950 - 1º turno                                              | 1                                                                     |                                                                       |
| 2-7-1950                                                              | San Paolo                                                             | Paraguay                                                              | 0 – 2                                                                 | Italia                                                                | Mondiali 1950 - 1º turno                                              | -                                                                     |                                                                       |
| 24-2-1952                                                             | Bruxelles                                                             | Belgio                                                                | 2 – 0                                                                 | Italia                                                                | Amichevole                                                            | -                                                                     |                                                                       |
| 26-10-1952                                                            | Stoccolma                                                             | Svezia                                                                | 1 – 1                                                                 | Italia                                                                | Amichevole                                                            | -                                                                     | 80’                                                                   |
| 13-11-1953                                                            | Il Cairo                                                              | Egitto                                                                | 1 – 2                                                                 | Italia                                                                | Qual. Mondiali 1954                                                   | 1                                                                     |                                                                       |
| 13-12-1953                                                            | Genova                                                                | Italia                                                                | 3 – 0                                                                 | Cecoslovacchia                                                        | Coppa Internazionale                                                  | -                                                                     |                                                                       |
| 24-1-1954                                                             | Milano                                                                | Italia                                                                | 5 – 1                                                                 | Egitto                                                                | Qual. Mondiali 1954                                                   | -                                                                     |                                                                       |
| 17-6-1954                                                             | Losanna                                                               | Svizzera                                                              | 2 – 1                                                                 | Italia                                                                | Mondiali 1954 - 1º turno                                              | -                                                                     |                                                                       |
| 23-6-1954                                                             | Basilea                                                               | Svizzera                                                              | 4 – 1                                                                 | Italia                                                                | Mondiali 1954 - 1º turno                                              | -                                                                     |                                                                       |
| 24-6-1956                                                             | Buenos Aires                                                          | Argentina                                                             | 1 – 0                                                                 | Italia                                                                | Amichevole                                                            | -                                                                     |                                                                       |
| 1-7-1956                                                              | Rio de Janeiro                                                        | Brasile                                                               | 2 – 0                                                                 | Italia                                                                | Amichevole                                                            | -                                                                     | 46’                                                                   |
| 9-12-1956                                                             | Genova                                                                | Italia                                                                | 2 – 1                                                                 | Austria                                                               | Coppa Internazionale                                                  | -                                                                     |                                                                       |
| 25-4-1957                                                             | Roma                                                                  | Italia                                                                | 1 – 0                                                                 | Irlanda del Nord                                                      | Qual. Mondiali 1958                                                   | -                                                                     |                                                                       |
| Totale                                                                |                                                                       | Presenze                                                              | 15                                                                    |                                                                       | Reti                                                                  | 4                                                                     |                                                                       |

## Palmarès

### Giocatore

#### Club
- Campionato italiano: 2

Juventus: 1949-1950, 1951-1952
- Coppa Italia: 2

Lazio: 1958
Juventus 1958-1959